# Takuro Fujii
Takuro Fujii (Japans: 藤井拓郎,Fujii Takurō) (Kawachinagano (Osaka), 21 april 1985) is een Japanse zwemmer die zijn vaderland vertegenwoordigde op de Olympische Zomerspelen 2008 in Peking, China.

## Carrière
Fujii maakte zijn internationale debuut op de Olympische Zomerspelen van 2008. De Japanner eindigde als zesde op de 100 meter vlinderslag en werd uitgeschakeld in de halve finales van de 200 meter wisselslag. Hij was lid van de Japanse ploeg die het brons in de wacht sleepte op de 4x100 meter wisselslag, Junichi Miyashita, Kosuke Kitajima en Hisayoshi Sato waren zijn ploeggenoten. Op de 4x100 meter vrije slag werd hij samen met Sato, Masayuki Kishida en Yoshihiro Okumura uitgeschakeld in de series.
Tijdens de wereldkampioenschappen zwemmen 2009 in Rome strandde Fujii in de halve finales van zowel de 100 meter vlinderslag als de 200 meter wisselslag. Op de 4x100 meter wisselslag eindigde hij samen met Junya Koga, Ryo Tateishi en Ranmaru Harada op de zevende plaats, samen met Ranmaru Harada, Yoshihiro Okumura en Makoto Ito werd hij uitgeschakeld in de series van de 4x100 meter vrije slag.
Op de Pan Pacific kampioenschappen zwemmen 2010 in Irvine veroverde de Japanner de bronzen medaille op de 100 meter vlinderslag, op de 100 meter vrije slag eindigde hij op de dertiende plaats. Op de 4x100 meter wisselslag legde hij samen met Junya Koga, Kosuke Kitajima en Masayuki Kishida beslag op de zilveren medaille, samen met Sho Uchida, Ranmaru Harada en Shunsuke Kuzuhara eindigde hij als vijfde op de 4x100 meter vrije slag. In Guangzhou nam Fujii deel aan de Aziatische Spelen 2010. Op dit toernooi sleepte hij de zilveren medaille op de 100 meter vlinderslag en de bronzen medaille op de 100 meter vrije slag in de wacht. Op de 4x100 meter wisselslag behaalde hij samen met Ryosuke Irie, Ryo Tateishi en Ranmaru Harada de gouden medaille, samen met Ranmaru Harada, Shunsuke Kuzuhara en Sho Uchida veroverde hij de zilveren medaille op de 4x100 meter vrije slag. Tijdens de wereldkampioenschappen kortebaanzwemmen 2010 in Dubai eindigde de Japanner als zesde op de 100 meter wisselslag, op de 200 meter wisselslag werd hij uitgeschakeld in de series. Op de 4x100 meter wisselslag eindigde hij samen met Ryosuke Irie, Naoya Tomita en Masayuki Kishida op de zesde plaats.
Op de wereldkampioenschappen zwemmen 2011 in Shanghai eindigde Fujii als zesde op de 100 meter vlinderslag, op de 100 meter vrije slag strandde hij in de series. Samen met Ryosuke Irie, Kosuke Kitajima en Shogo Hihara eindigde hij als vierde op de 4x100 meter wisselslag, op de 4x100 meter vrije slag werd hij samen met Shogo Hihara, Yoshihiro Okumura en Takeshi Matsuda uitgeschakeld in de series.

## Internationale toernooien
| Jaar | Olympische Spelen                                                                     | WK langebaan                                                                        | WK kortebaan                                                | PanPacs                                                                           | Aziatische Spelen                                                          |
| ---- | ------------------------------------------------------------------------------------- | ----------------------------------------------------------------------------------- | ----------------------------------------------------------- | --------------------------------------------------------------------------------- | -------------------------------------------------------------------------- |
| 2008 | 6e 100m vlinderslag · 10e 200m wisselslag · 4x100m wisselslag · 14e 4x100m vrije slag |                                                                                     | geen deelname                                               |                                                                                   |                                                                            |
| 2009 |                                                                                       | 11e 100m vlinderslag 12e 200m wisselslag 7e 4x100m wisselslag 11e 4x100m vrije slag |                                                             |                                                                                   |                                                                            |
| 2010 |                                                                                       |                                                                                     | 6e 100m wisselslag 14e 200m wisselslag 6e 4x100m wisselslag | 13e 100m vrije slag · 100m vlinderslag · 5e 4x100m vrije slag · 4x100m wisselslag | 100m vrije slag · 100m vlinderslag · 4x100m vrije slag · 4x100m wisselslag |
| 2011 |                                                                                       | 21e 100m vrije slag 5e 100m vlinderslag 10e 4x100m vrije slag 4e 4x100m wisselslag  |                                                             |                                                                                   |                                                                            |
| 2012 | 4x100m wisselslag · 21e 100m vlinderslag                                              |                                                                                     |                                                             |                                                                                   |                                                                            |

## Persoonlijke records
Bijgewerkt tot en met 31 juli 2009

### Langebaan
| Afstand          | Tijd    | Datum        | Plaats    |
| ---------------- | ------- | ------------ | --------- |
| 100m vrije slag  | 48,73   | 1 april 2009 | Hamamatsu |
| 100m vlinderslag | 51,24   | 31 juli 2009 | Rome      |
| 200m wisselslag  | 1.59,09 | 1 april 2009 | Hamamatsu |